# マイク・ロス (ラグビー選手)
マイク・ロス（Mike Ross、1979年12月21日 - ）は、アイルランドの元ラグビーユニオン選手。

## プロフィール
- アイルランド・コーク出身[1]。
- 現役時代のポジションはプロップ(PR)。
- 身長 185cm、体重 125kg
- アイルランド代表通算キャップ数は61でラグビーワールドカップ2011・ラグビーワールドカップ2015のアイルランド代表に選ばれた[2]。

## 略歴
マンスター、ハーレクインズを経て、2009年、レンスターに加入。 
2017年、現役を引退した。